# Patterson Park
Patterson Park is een stadspark in de Amerikaanse stad Baltimore. Het park is 55,5 ha groot en ligt ten oosten van de binnenstad van Baltimore. 

## Geschiedenis
Het park bevindt zich op de grond rond de Hampstead Hill waar tijdens de Oorlog van 1812 bij de Slag om Baltimore in 1814 12.000 (deels vrijwillige) Amerikaanse soldaten waren gelegerd en een aarden wal hadden opgeworpen tegen de Britse pogingen om Baltimore in brand te steken. In 1827 stelde landeigenaar William Patterson hier een terrein van circa 2,5 ha (6 acres) ter beschikking voor een Public Walk. In de jaren na zijn dood in 1835 kocht de stad er stukken aangrenzend land bij. In 1853 opende het als officieel park als een van de eerste in de Verenigde Staten. 

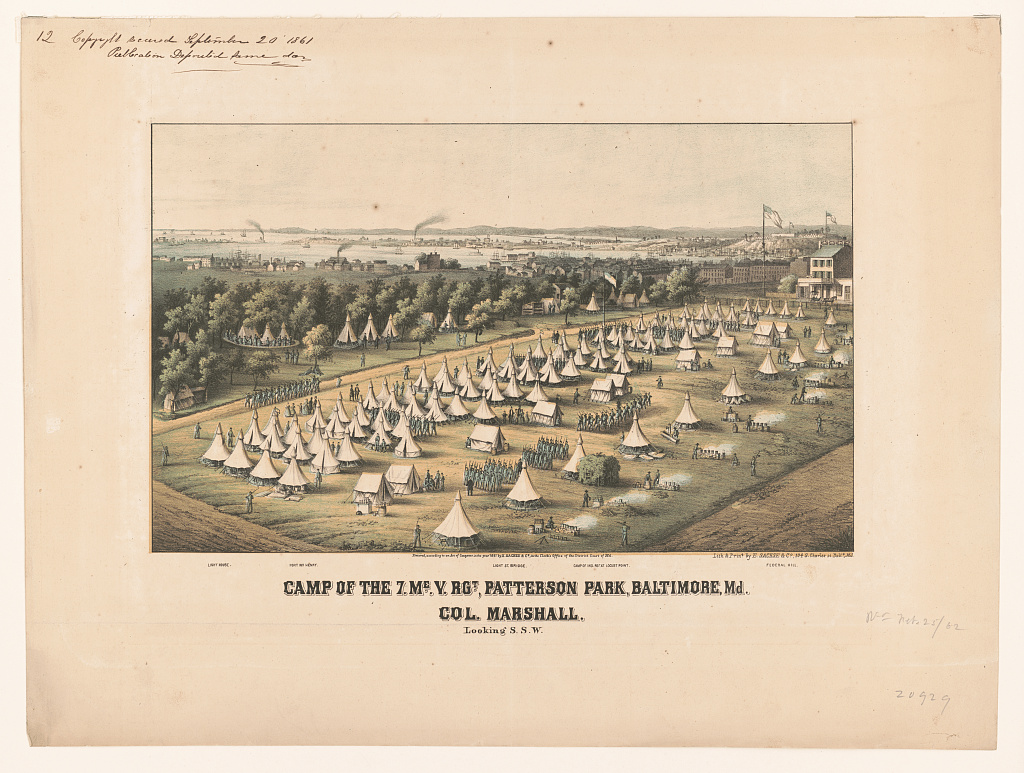
In de Amerikaanse Burgeroorlog werd in Patterson Park een kampement voor de soldaten van de Unie ingericht

Aan het eind van de jaren 1850 werd er een ontwerp voor het park neergelegd, maar tijdens de burgeroorlog werd het gebied noodgedwongen gebruikt om de legers van de Unie onder te brengen. Vanaf 1864 werd het park alsnog ingericht met een marmeren fontein, een opzichterswoning en een Boat lake. Het park werd later bovendien vergroot en vormgegeven met duidelijke eind-19e-eeuwse invloeden, onder meer herkenbaar in het (in 1948 afgebroken) kasgebouw en de pagoda, een uitkijktoren. Het parkontwerpbureau Olmsted Brothers, dat in 1904 een parkenvisie voor de stad Baltimore opstelde, zorgde voor een nieuwe uitbreiding en voegde diverse recreatieve voorzieningen toe. In 1998 werd er een nieuw masterplan voor het park opgesteld.